# Сент-Аньен-сюр-Бьон
Сент-Аньен-сюр-Бьон (фр. Saint-Agnin-sur-Bion) — коммуна во Франции, находится в регионе Рона — Альпы. Департамент коммуны — Изер. Входит в состав кантона Л’Иль-д’Або. Округ коммуны — Вьенн.
Код INSEE коммуны — 38351. Население коммуны на 2012 год составляло 914 человек. Населённый пункт находится на высоте от 320  до 503 метров над уровнем моря. Муниципалитет расположен на расстоянии около 430 км юго-восточнее Парижа, 40 км юго-восточнее Лиона, 55 км северо-западнее Гренобля. Мэр коммуны — Louis Roy, мандат действует на протяжении 2014—2020 гг.
Динамика населения (INSEE):